# Slowakische Badmintonmeisterschaft 1978
Die Slowakische Badmintonmeisterschaft 1978 war die zwölfte offizielle Auflage der Titelkämpfe im Badminton in der Slowakei. Sie fand vom 20. bis zum 21. Mai 1978 in Bratislava statt.

## Medaillengewinner
| Disziplin    | Gold                         | Silber                            | Bronze                               |
| ------------ | ---------------------------- | --------------------------------- | ------------------------------------ |
| Herreneinzel | Konstantin Holobradý         | Lubomír Tetur                     | Juraj Lenárt                         |
| Herreneinzel | Konstantin Holobradý         | Lubomír Tetur                     | Štefan Brza                          |
| Dameneinzel  | Dagmar Benická               | Jana Schrotterová                 | Anna Konečná                         |
| Dameneinzel  | Dagmar Benická               | Jana Schrotterová                 | Ľuba Saláková                        |
| Herrendoppel | Juraj Lenárt Dušan Mošon     | Štefan Brza Vladimír Mazúr        | Alojz Keníž Konstantin Holobradý     |
| Herrendoppel | Juraj Lenárt Dušan Mošon     | Štefan Brza Vladimír Mazúr        | Lubomír Tetur Miroslav Košíček       |
| Damendoppel  | Anna Konečná Dagmar Benická  | Jana Schrotterová Mária Savčáková | Lenka Koblihová Soňa Lacigová        |
| Damendoppel  | Anna Konečná Dagmar Benická  | Jana Schrotterová Mária Savčáková | Ľuba Saláková Viera Kováčiková       |
| Mixed        | Lubomír Tetur Dagmar Benická | Juraj Lenárt Viera Kováčiková     | Dušan Mošon Anna Konečná             |
| Mixed        | Lubomír Tetur Dagmar Benická | Juraj Lenárt Viera Kováčiková     | Konstantin Holobradý Lenka Koblihová |